# 少花豆腐柴
少花豆腐柴（学名：Premna oligantha）为马鞭草科豆腐柴属下的一个种。

## 扩展阅读
維基物種上的相關：少花豆腐柴